# Kühlgrün
Kühlgrün ist ein Gemeindeteil der Gemeinde Tröstau  im Landkreis Wunsiedel im Fichtelgebirge (Oberfranken, Bayern).

## Lage
Der Weiler liegt etwa 4 km nördlich des Tröstauer Ortskerns und gut 5 km südwestlich von Röslau. Der Ortsteil Vordorf liegt ca. 1 km in westlicher Richtung. Kühlgrün ist über die Kreisstraße WUN 6 an das Straßenverkehrsnetz angebunden.

## Geschichte
Aus unbekannten Gründen wurde die Ortschaft im 15. Jahrhundert von den damaligen Bewohnern aufgegeben. Für das Jahr 1482 ist der Kauf der Siedlung durch Peter Neupauer, Bürgermeister in Wunsiedel, und die Errichtung eines Schafhofs belegt.